# Cena
A palavra cena, em teatro, tem pelo menos dois significados.
1. Na acepção mais antiga, em termos de arquitetura teatral, cena é a parte principal do palco, o espaço utilizado para representação, delimitado na frente pela boca de cena, atrás pela rotunda e nas laterais pelos bastidores.
2. A acepção mais utilizada hoje em dia é do campo da dramaturgia: cena é uma subdivisão da ação de uma peça [1].

## Teatro
Embora a definição precisa de cena, como subdivisão do drama, tenha variado ao longo do tempo, seu conceito mais comum é o registrado no Dicionário Houaiss: "cada uma das unidades de ação de uma peça, que se destacam como tal pela entrada e saída, no palco, dos intérpretes, alterando-se ou não os cenários". Portanto, no teatro, mesmo que haja unidade de tempo e de espaço (mesmo cenário, sem ruptura temporal), considera-se uma nova cena a cada vez que um personagem entra ou sai de cena.

## Cinema
Em cinema, e no audiovisual em geral, adotou-se um conceito de "cena" derivado do teatral, mas centrado na continuidade espaço-temporal. Segundo o "Dicionário de Cinema" de Jean Mitry, por exemplo, cena é "o conjunto de planos situados num mesmo local ou num mesmo cenário, e que se desenrolam dentro de um tempo determinado" . Portanto, em cinema, uma cena é um trecho de filme com unidade de tempo e de espaço. Ou, na definição de Jacques Aumont: "um segmento que mostra uma ação unitária e totalmente contínua, sem elipse nem salto de um plano ao outro" .
Marcel Martin explica a diferença entre cena e sequência: "A cena é determinada mais particularmente por uma unidade de tempo e de lugar (...), ao passo que o que caracteriza a sequência é mais a unidade de ação." .
Na prática da realização audiovisual, o conceito de cena é importante desde a concepção do roteiro, que normalmente é escrito prevendo a divisão da ação em cenas. Esta divisão, e a caracterização de cada cena (interior ou exterior, noturna ou diurna, em locação ou em estúdio), passam a ser dados essenciais para o trabalho da produção.

## Música
A expressão "cena musical" é usada - também por analogia à arquitetura teatral -  para designar uma certa efervescência na atividade musical de determinada  cidade ou região e a dinâmica das relações entre os vários agentes envolvidos, tanto na criação como na difusão e no consumo de determinado gênero musical. 

## Literatura
Também por analogia com o conceito teatral, a teoria literária passou a aplicar a noção de "cena" na análise de textos literários. Em literatura, cena é "cada uma das situações ou momentos da evolução de um enredo" .